# Joseph Diandy
Joseph Diandy (ur. 20 marca 1950) – senegalski koszykarz, reprezentant kraju, olimpijczyk.
W 1972 roku wystąpił wraz z drużyną na igrzyskach olimpijskich w Monachium (były to jego jedyne igrzyska olimpijskie). Podczas tego turnieju wystąpił jedynie w dwóch meczach (z ośmiu), w których nie zdobył żadnego punktu. W meczu przeciwko reprezentacji Polski zanotował dwie zbiórki defensywne, natomiast w meczu ze Związkiem Radzieckim raz przewinił.
Jego drużyna przegrała wszystkie siedem spotkań grupowych. W turnieju o miejsca 13–16 Senegalczycy przegrali minimalnie półfinałowy mecz z Japończykami (67–70). Mecz o przedostatnie miejsce się nie odbył, gdyż mająca w nim grać drużyna Egiptu wyjechała z Niemiec 5 i 6 września (po masakrze izraelskich sportowców), zaś mecze o ostatnie pozycje toczyły się właśnie po wyjeździe Egipcjan. Senegal zajął tym samym przedostatnie 15. miejsce.